# Álom (Soho Party-dal)
Az Álom című dal, a Soho Party ötödik kislemeze, mely F.R.David Words című dalának feldolgozása. A dal 1996-ban jelent meg  BMG Ariola gondozásában.

## Tracklista
1. Álom (Radio Edit)
2. Álom (Rave Blast)
3. Álom (70's Mix by Amadeus) Mix by Amadeus
4. Álom (Náksi & Dj Levi Dream Mix) Mix by Náksi Attila és Dj Levi

## Az albumhoz kapcsolódó hivatkozások
- A kislemez a Discogs oldalán[1]
- Az együttes honlapja[2]
- A dal videóklipje[3]